# Alesis
Alesis is een Amerikaans bedrijf en producent van muziekinstrumenten, digitale audioprocessors, effectprocessors, mengpanelen, opname-apparatuur, drumcomputers, en elektronische percussie. Het bedrijf werd in 2012 onderdeel van moederbedrijf inMusic Brands. De producten worden ontworpen in de Verenigde Staten en gefabriceerd in China.

## Geschiedenis
Alesis Studio Electronics werd in 1984 opgericht door Keith Barr in Hollywood, Californië. De naam Alesis komt van de term "Algorithmic Electronic Systems". Barr had al op jonge leeftijd interesse in elektronica en ontwierp op 12-jarige leeftijd een biomedisch apparaat voor de praktijk van zijn oom.
Barr kreeg vrij snel commercieel succes en vestigde zich in een kantoor in Santa Monica. In 2000 kwam Alesis in financiële problemen en er volgde een aanvraag voor faillissement. Het Britse bedrijf Numark, onder leiding van directeur Jack O'Donnell, nam Alesis over in 2001 en er volgde een reorganisatie.
Op 24 augustus 2010 overleed Keith Barr op 60-jarige leeftijd.
In 2012 werd Alesis, samen met alle andere bedrijfsdivisies van Numark, overgenomen door inMusic Brands.

## Producten
De eerste producten van Alesis die op de markt kwamen waren effectprocessors voor galm, echo en andere effecten. Deze apparatuur werd populair vanwege de gunstige prijs-prestatieverhouding. Later kwamen er hardware-sequencers en drumcomputers die hetzelfde principe volgden. Doordat de producten in Azië werden gefabriceerd konden deze voor lage prijzen worden aangeboden.
Begin jaren 1990 werkte Alesis vier jaar aan de ontwikkeling van het digitale meersporenformaat ADAT, dat was gebaseerd op S-VHS. Het werd een groot succes en was een grote verbetering ten opzichte van de vorige analoge meersporenrecorders. Er kwam ook apparatuur voor projectstudio's en thuisstudio's op de markt voor semi-professionele doeleinden. De voordelen waren goedkoop, compacte behuizing, koppeling van meerdere ADAT-apparaten, lage slijtage, en vrijwel onderhoudsvrij.
Andere bekende producten waren de analoge synthesizer Andromeda A6, de QS-serie, en de Quadrasynth.
Onder de recente reeks producten vallen:
- Masterkeyboards
- Audio opname-apparatuur
- Synthesizers
- Drumcomputers
- Elektronisch slagwerk
- Effectprocessors
- Mengpanelen
- Studioversterkers
- Studiomonitors

### Afbeeldingen

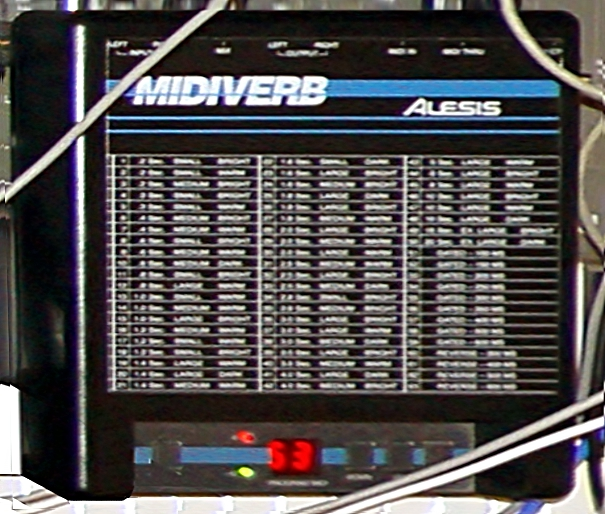
MIDIVerb
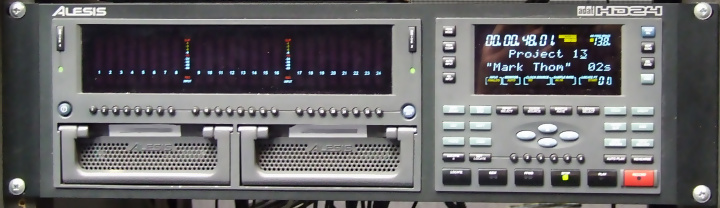
Alesis harddiskrecorder met ADAT compatibiliteit.
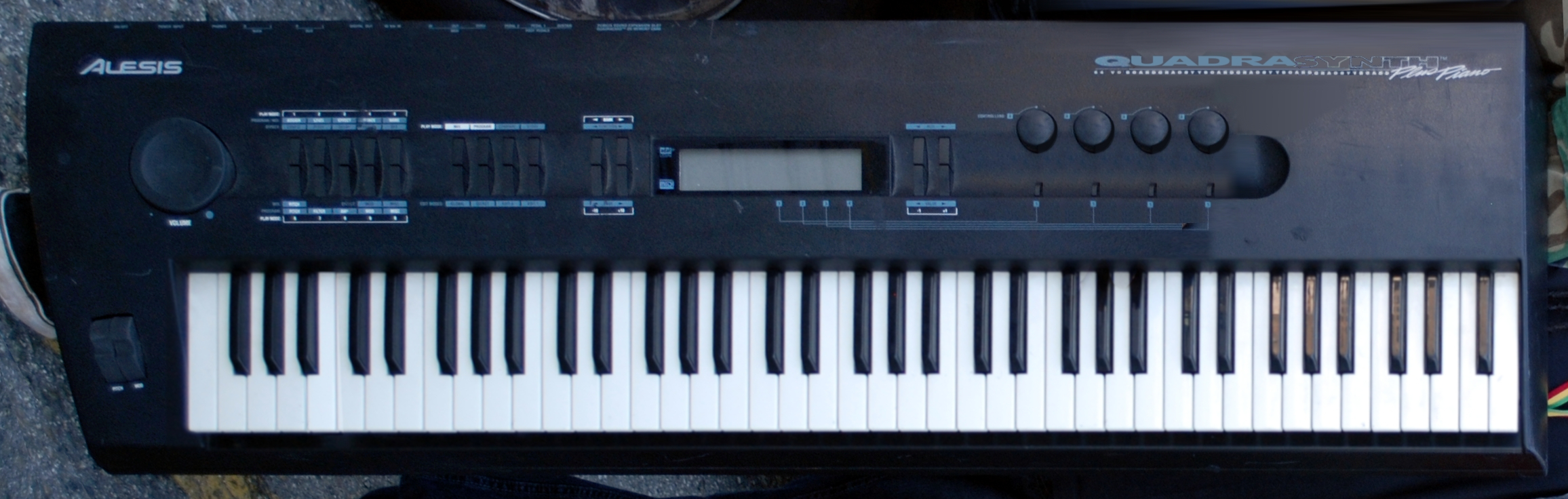
QuadraSynth
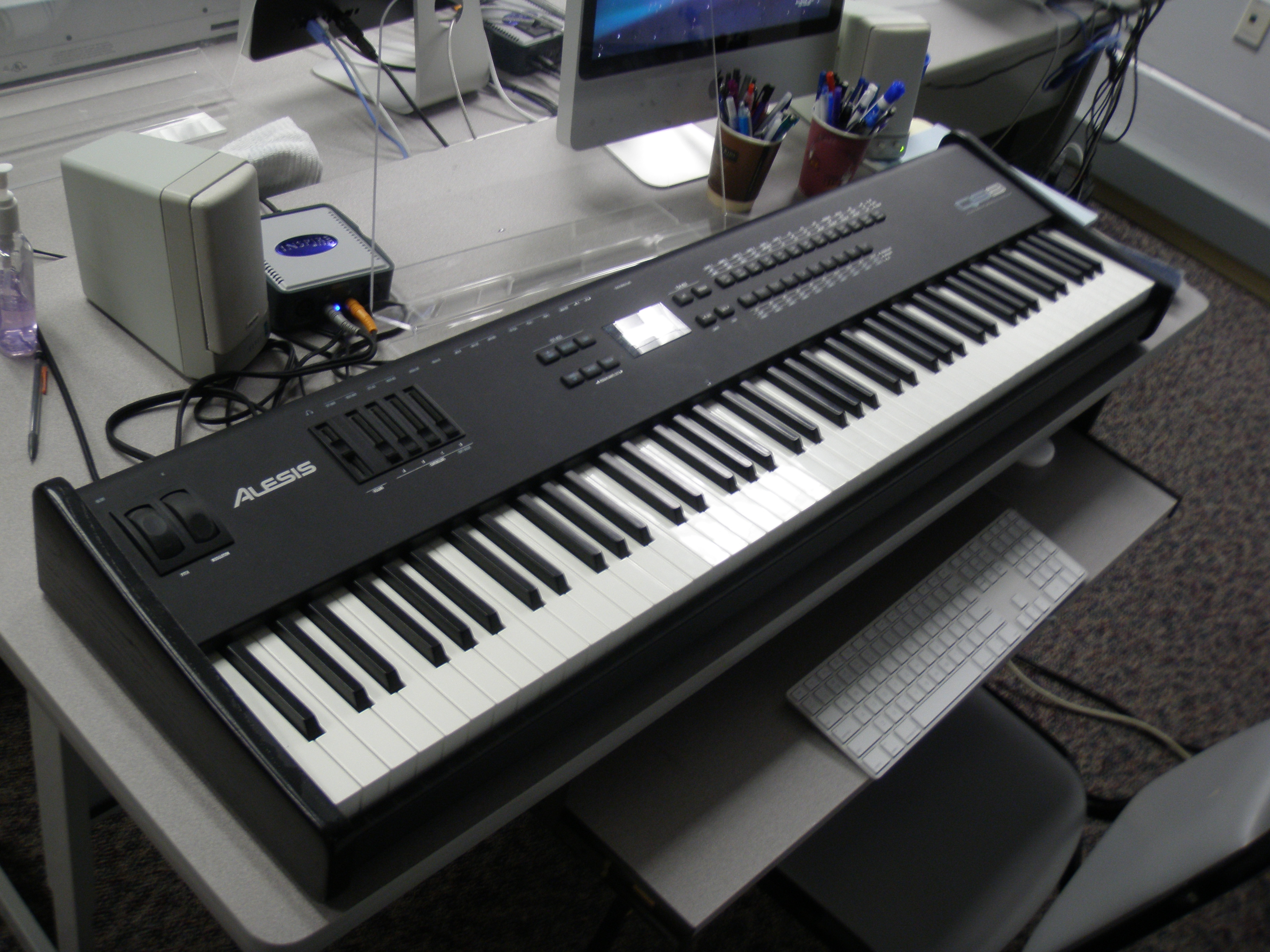
QS8 synthesizer
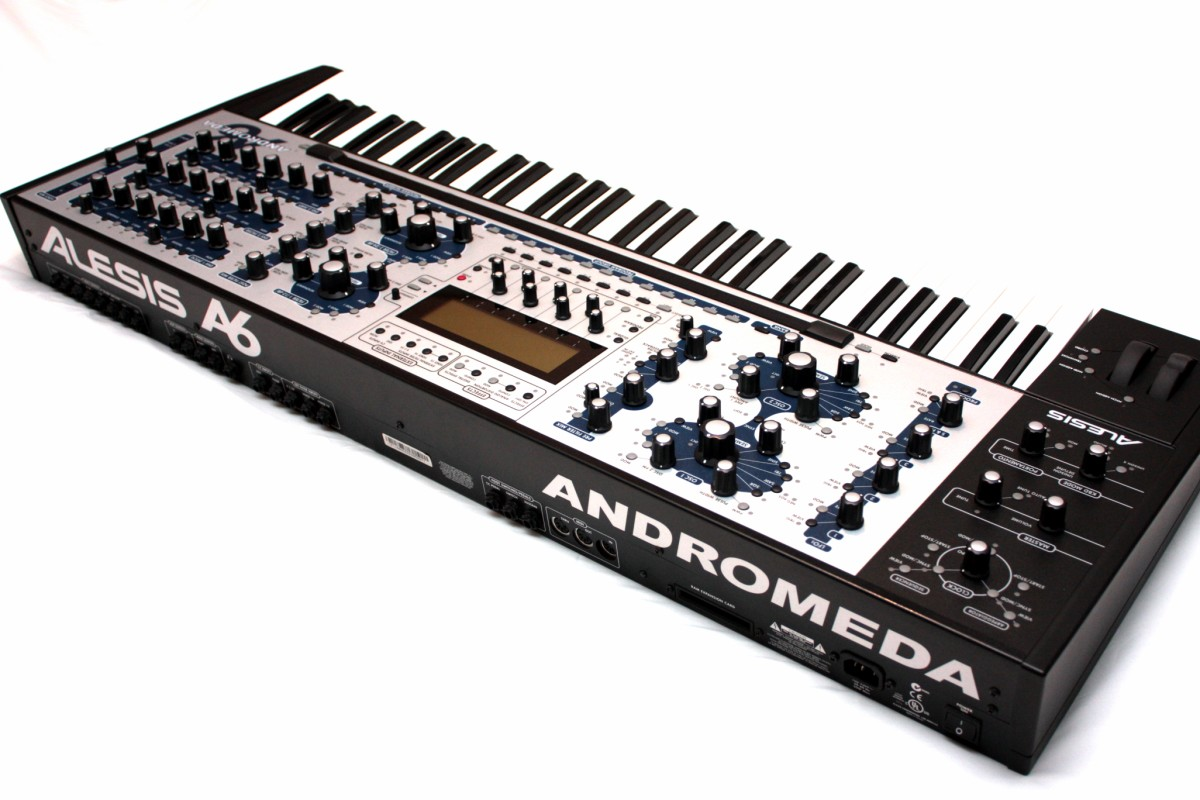
Andromeda A6 synthesizer
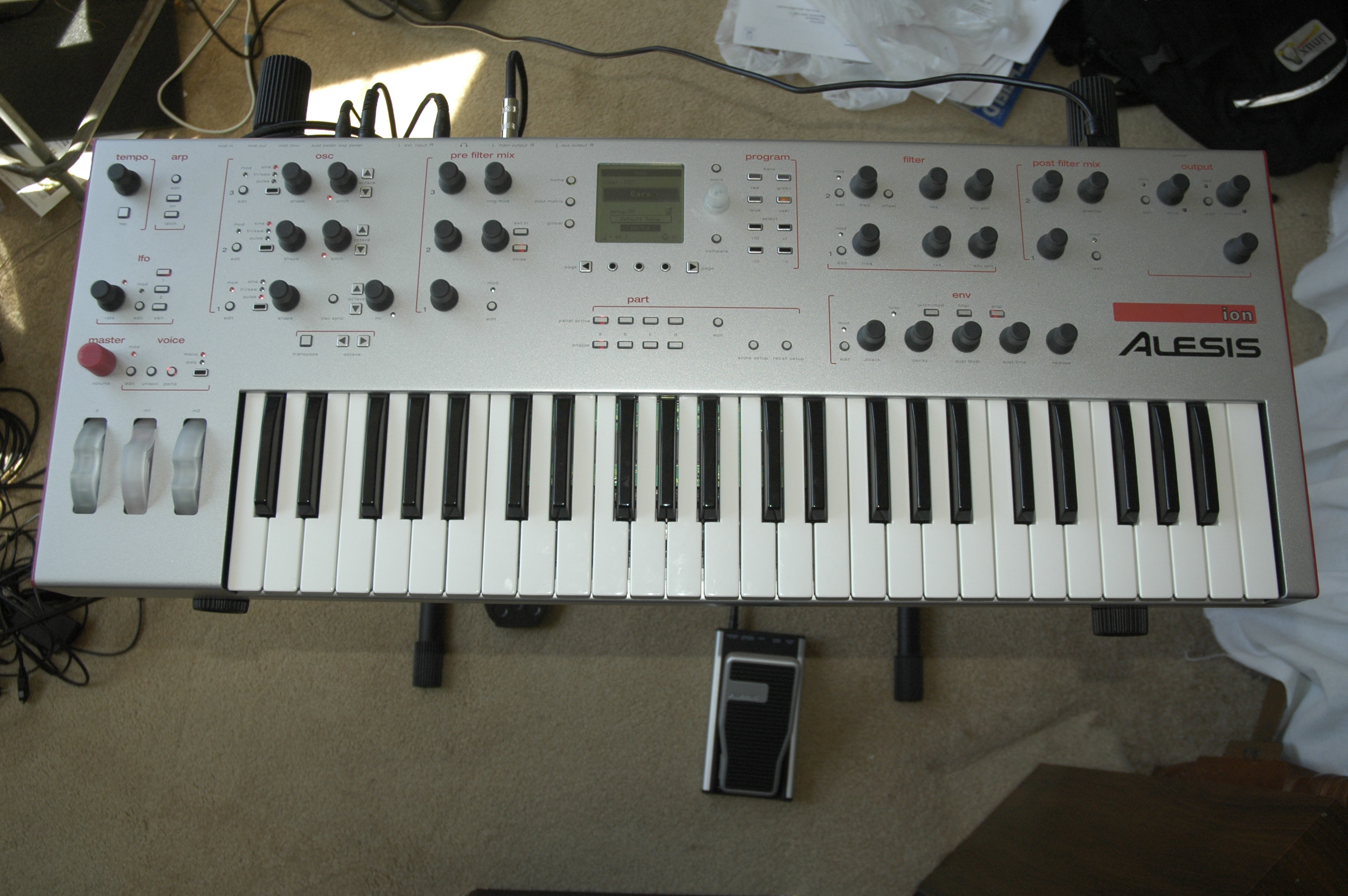
Ion synthesizer